# Dimmitt
Dimmitt é uma cidade localizada no estado norte-americano de Texas, no Condado de Castro.

## Demografia
Segundo o censo norte-americano de 2000, a sua população era de 4375 habitantes.
Em 2006, foi estimada uma população de 3877, um decréscimo de 498 (-11.4%).

## Geografia
De acordo com o United States Census Bureau tem uma área de
5,4 km², dos quais 5,4 km² cobertos por terra e 0,0 km² cobertos por água. Dimmitt localiza-se a aproximadamente 1181 m acima do nível do mar.

## Localidades na vizinhança
O diagrama seguinte representa as localidades num raio de 36 km ao redor de Dimmitt.